# Книга за джунглата (филм, 2016)
Вижте пояснителната страница за други значения на Книга за джунглата.
„Книга за джунглата“ (на английски: The Jungle Book) е американски приключенски филм от 2016 г. на режисьора Джон Фавро. Сценарият, написан от Джъстин Маркс, е базиран на едноименните сборник разкази на Ръдиард Киплинг и анимационния филм от 1967 г. Филмът излиза по кината в САЩ и България на 15 април 2016 г.

## Сюжет
Внимание:  Текстът по-долу разкрива сюжета на произведението (или части от него)!
Филмът започва с Маугли, който тренира скорост с приятеля си Багира, черната пантера. В крайна сметка го хванаха. След това отидоха на водопой, беше обявено примирие. Всичко беше наред, докато там не се появи тигър на име Шир Хан. Той мразеше хората, защото те имаха на съвестта слепотата на лявото му око. След като научи, че в глутницата вълци се появи човешко дете, той се опита да окаже натиск върху факта, че човек ще израсне от дете и човек е извън закона на джунглата. Но вълчицата Ракша се застъпи за момчето, което напомни на тигъра, че той никога не е спазвал Закона: той ловува за забавление, убива за власт и т.н. След това глутницата се събра на скалата на Съвета, където беше решено Маугли да напусне вълците, за да не ги застрашава под името "Шер Хан". Багира беше готова да го изпрати, по пътя добре познатият тигър се втурна към човека и едва в последния момент Маугли беше спасен от пантерата. Избухна битка между Багира и Шир Хан, където раираният излезе победител, той започна да преследва детето, но беше застрелян от биволи. Момчето се изгуби и почти беше изядено от змията Каа, но след това също успя да избяга: мечката Балу разкъса питона на парчета и завлече Маугли в пещерата си. По-късно те започнаха да работят заедно. При тях дойде Багира, която каза, че е време детето да отиде при хората. Маугли откраднал дървените трупи и ги изпратил на крал Луи, който се нуждаел от червено цвете, но маймунският владетел не го получил, а разказал за смъртта на Акела, който бил убит от Шир Хан. Маугли имаше желание да отмъсти на тигъра, което той отиде да направи. Но шансовете очевидно не бяха равни и други животни се застъпиха за него. Първо Балу се състезава с Шир Хан, по-късно глутница вълци и след това Багира. Във всички битки тигърът спечели и той стигна до Маугли, но умря, след като падна от клон в огъня. Накрая човекът се върнал при вълците.

## Актьорски състав
| Актьор             | Роля             |
| ------------------ | ---------------- |
| Нийл Сети          | Маугли           |
| Ритеш Раджан       | бащата на Маугли |
| Озвучаващи артисти |                  |
| Бил Мъри           | Балу             |
| Бен Кингсли        | Багира           |
| Идрис Елба         | Шир Хан          |
| Люпита Нионго      | Ракша            |
| Скарлет Йохансон   | Каа              |
| Джанкарло Еспозито | Акела            |
| Кристофър Уокън    | Кинг Люи         |
| Гари Шандлинг      | Ики              |

## Дублажи

### Синхронен дублаж
| Роля               | Изпълнител         |
| ------------------ | ------------------ |
| Маугли             | Георги Домозетски  |
| Балу               | Николай Урумов     |
| Багира             | Веселин Калановски |
| Шир Хан            | Мариан Маринов     |
| Акела              | Тодор Георгиев     |
| Ики                | Георги Спасов      |
| Каа                | Мария Бояджиева    |
| Свиня джудже       | Росен Русев        |
| Гигантска катерица | Мартин Герасков    |
| Носорогът Роки     | Петър Върбанов     |
| Ракша              | Сандра Петрова     |

| Обработка                       | Александра Аудио                      |
| ------------------------------- | ------------------------------------- |
| Режисьор на дублажа             | Симона Нанова                         |
| Mixing Studio                   | Shepperton International              |
| Творчески директор              | Венета Янкова                         |
| Продуцент на българската версия | Disney Character Voices International |

### Войсоувър дублаж
| Озвучаващи артисти  | Ася Братанова Христина Ибришимова Александър Воронов Светломир Радев Здравко Методиев Ани Василева |
| Преводач            | Бисер Пачев                                                                                        |
| Тонрежисьор         | Стефан Дучев                                                                                       |
| Режисьор на дублажа | Димитър Кръстев                                                                                    |